# Потрійна корона (кінні перегони)

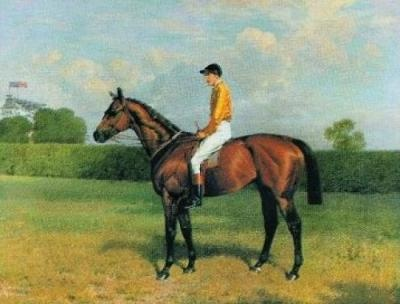
Ормонд, непереможний чемпіон і володар Потрійний корони Англії

Потрійна корона скачок на чистокровних верхових (англ. Triple Crown of Thoroughbred Racing), Потрійна корона — у перегонах на конях-трирічках породи чистокровна верхова виграш трьох найпрестижніших перегонів. Спочатку термін з'явився в Англії середини XIX століття, а потім країни, що займаються розведенням чистокровних верхових, встановили власні набори кінних перегонів, що входять в місцеву Потрійну корону.

## Англія
Першу Англійську потрійну корону завоював жеребець Вест-Остреліан, вигравши у 1853 році три найстарші кінні перегони в Англії і таким чином поклавши початок традиції:
- 2000 гіней — кінні перегони на 1 милю в Ньюмаркеті (графство Суффолк)
- Епсомське дербі — кінні перегони на 1,5 милі в Епсомі (графство Суррей)
- Сент-Леджер — кінні перегони на 1,75 милі в Донкастері (графство Йоркшир)

## США

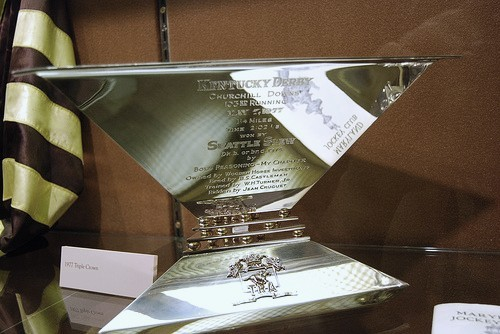
Трофей Потрійний корони

У США в Потрійну корону входять:
- Кентукське дербі — кінні перегони на 1,25 милі в Луїсвіллі, штат Кентуккі
- Прікнесс — кінні перегони на 1,1875 милі в Балтіморі, штат Меріленд
- Белмонт — кінні перегони на 1,5 милі в Элмонте, штат Нью-Йорк

Переможець трьох кінних перегонів отримує приз, вперше вручений в 1950 році.

### Володарі Потрійної корони США
| Рік  | Кінь             | Жокей            | Тренер                    | Власник                                                                                          | Заводчик         |
| ---- | ---------------- | ---------------- | ------------------------- | ------------------------------------------------------------------------------------------------ | ---------------- |
| 1919 | Sir Barton       | Джонні Лофтус    | Х. Гай Бедвелл            | Дж. К. Л. Росс                                                                                   |                  |
| 1930 | Gallant Fox      | Ерл Сэнде        | Джим Фітцсіммонс          | Belair Stud                                                                                      | Belair Stud      |
| 1935 | Omaha            | Віллі Сондерс    | Джим Фітцсіммонс          | Belair Stud                                                                                      | Belair Stud      |
| 1937 | War Admiral      | Чарлі Куртсінгер | Джордж Х. Конвей          | Семюел Д. Редл                                                                                   | Семюел Д. Редл   |
| 1941 | Whirlaway        | Едді Аркаро      | Бен А. Джонс              | Calumet Farm                                                                                     | Calumet Farm     |
| 1943 | Count Fleet      | Джонні Лонгден   | Дон Кемерон               | Фанні Хертц                                                                                      | Фанні Хертц      |
| 1946 | Assault          | Воррен Мертенс   | Макс Хірш                 | King Ranch                                                                                       | King Ranch       |
| 1948 | Citation         | Едді Аркаро      | Хорейс А. Джонс           | Calumet Farm                                                                                     | Calumet Farm     |
| 1973 | Secretariat      | Рон Теркотт      | Люсьєн Лорен              | Meadow Stable                                                                                    | Meadow Stud      |
| 1977 | Seattle Slew     | Жан Круже        | Вільям Х. Тернер-молодший | Карен Л. Тейлор                                                                                  | Бен С. Каслмен   |
| 1978 | Affirmed         | Стів Котен       | Лаз Баррера               | Harbor View Farm                                                                                 | Harbor View Farm |
| 2015 | American Pharoah | Віктор Еспіноза  | Боб Бафферт               | Ahmed Zayat                                                                                      | Zayat Stables    |
| 2018 | Justify          | Майк Сміт        | Боб Бафферт               | China Horse Club International Ltd., WinStar Farm, Starlight Racing, Head of Plains Partners LLC | John D. Gunther  |

## Росія
У російських перегонах є свій аналог Потрійної корони, проте перемоги потрібно здобувати послідовно у віці коня два, три і чотири роки. У російську Потрійну корону входять:
1. Перегони на Великий Приз з дистанцією в 1600 м, де беруть участь коні-дворічки.
2. Перегони на Великий Всеросійський Приз Дербі з дистанцією на 2400 м, для коней-трирічок.
3. Перегони на Приз Міністра сільського господарства РФ з дистанцією в 3200 м для коней чотирирічок і старше.

Кінь, що виграв всі три змагання, отримує титул Тричі вінчаної. За сто років російських змагань це вдалося тільки трьом коням.

## См. також
- Великий шолом